# Roccavignale
Roccavignale ( Roccavignâ, Roccavignâle o A Rócca in ligure, Rocavignâl o La Rôca in piemontese) è un comune italiano sparso di 750 abitanti della provincia di Savona in Liguria. La sede comunale è situata nella frazione di Valzemola.

## Geografia fisica
Il comune è situato nell'alta val Bormida in una piccola valle del torrente Zemola chiusa dal rilievo del Bric San Bernardino (760 metri), al confine con la provincia di Cuneo in Piemonte.

## Storia
Il toponimo Roccavignale deriverebbe, secondo le fonti locali, da Rocca Vineale per l'abbondanza dei vigneti sul territorio comunale.
Il territorio era già abitato in epoca neolitica, come testimonia il tumulo funerario - dolmen - rinvenuto nella località di Curino.
La prima citazione ufficiale del comune risale al 998 dove, con il solo nome di Vineale, viene inserito in un diploma imperiale. In seguito fu possesso dei marchesi Del Carretto che qui costruirono un locale castello per la difesa del borgo; dopo tale edificazione il borgo venne identificato con il toponimo di Rochae Vinealis. Nel 1268, alla divisione dei territori tra i figli di Enrico II Del Carretto, il borgo fu ereditato da Corrado Del Carretto che, ricevuta l'ufficiale investitura nel 1269 e già signore del feudo di Millesimo, lo sottopose alla signoria di Asti.
Nel 1393 gli stessi marchesi cedettero il paese al Marchesato del Monferrato, conservandone però l'investitura ufficiale e mantenendone direttamente il possesso scongiurando, tra l'altro, i devastanti assedi nei borghi vicini di Millesimo e Cosseria della metà del XVI secolo.
Dal 1686 feudo del duca di Aarschot, Leopoldo Filippo d'Arenberg, assieme a Millesimo, divenne dal 1713 possedimento del Regno di Sardegna. Millesimo era stato ceduto al conte di Cengio Stefano Niccolò del Carretto dal lontano cugino Carlo d’Arenberg, 5º duca di Arenberg e 11º duca di Aarschot (discendente per via materna dai del Carretto): il del Carretto venne investito della contea il 21 ottobre 1756 ma rinunziò alla località di Roccavignale in favore del sovrano, scorporandola così dal feudo. Roccavignale divenne dunque parte del Regio Patrimonio e fu concessa in appannaggio con il titolo di principe al duca di Monferrato Maurizio Giuseppe di Savoia (1762-1799) con le lettere patenti del 3 giugno 1785, per lui e per i suoi discendenti in linea primogenita mascolina. Nel 1799 subì, come altri borghi vicini della val Bormida, il saccheggio e la demolizione del castello dei Del Carretto ad opera delle truppe francesi di Napoleone Bonaparte.
Con la dominazione francese il territorio di Roccavignale rientrò dal 2 dicembre 1797 nel Dipartimento del Letimbro, con capoluogo Savona, all'interno della Repubblica Ligure. Dal 28 aprile 1798 con i nuovi ordinamenti francesi, rientrò nel I Cantone, capoluogo Savona, della Giurisdizione di Colombo e dal 1803 centro principale del I Cantone di Savona nella Giurisdizione di Colombo. Annesso al Primo Impero francese dal 13 giugno 1805 al 1814 venne inserito nel Dipartimento di Montenotte.
Nel 1815 fu inglobato nel Regno di Sardegna, così come stabilì il Congresso di Vienna del 1814, e successivamente nel Regno d'Italia dal 1861. Dal 1859 al 1927 il territorio fu compreso nel II mandamento di Millesimo del circondario di Savona facente parte della provincia di Genova; nel 1927 anche il territorio comunale roccavignalese passò sotto la neo costituita provincia di Savona.
Subisce gli ultimi aggiustamenti al territorio comunale nel 1928 con la cessione di alcune zone di territorio in favore del comune di Millesimo.
Dal 1973 al 30 aprile 2011 ha fatto parte della Comunità montana Alta Val Bormida.

### Simboli
Stemma
(Statuto comunale, art. 5, c. 1)
Gonfalone
(Statuto comunale, art. 5, c. 2)

## Monumenti e luoghi d'interesse

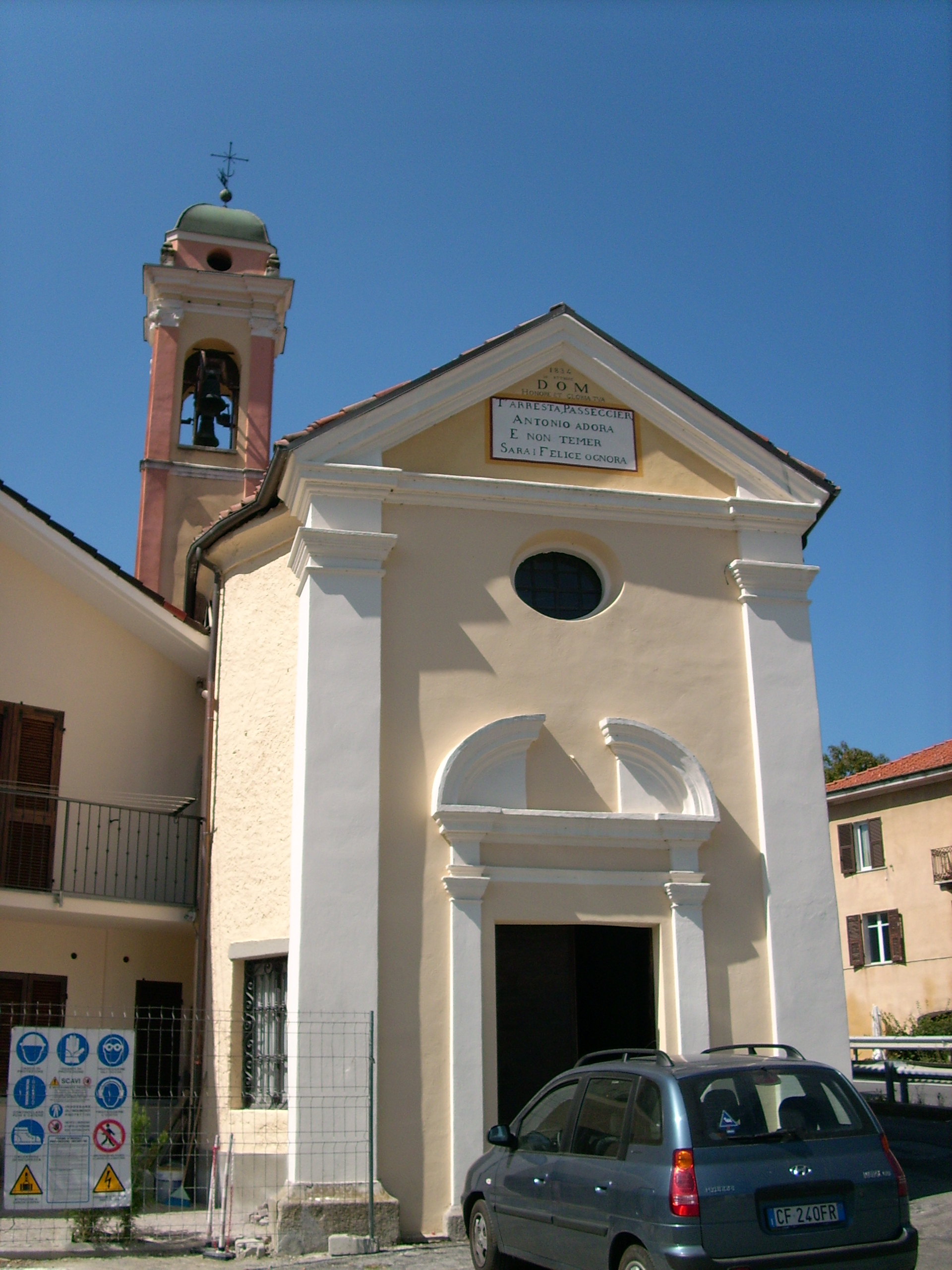
La chiesa di Sant'Antonio nella frazione capoluogo di Valzemola

### Architetture religiose
- Chiesa parrocchiale di Sant'Eugenio, nei pressi del castello dei Del Carretto, riedificata tra il 1660 e il 1662 in stile barocco sul precedente impianto medievale.
- Chiesa di Sant'Antonio abate nella frazione capoluogo di Valzemola.
- Chiesa di San Rocco nella frazione di Camponuovo.
- Chiesa di Sant'Elena nella frazione di Pianissolo.
- Chiesa della Madonna degli Angeli nella frazione di Strada.
- Cappella di San Martino nella frazione di Strada. Sconsacrata e convertita in biblioteca, fu ricostruita nel XVII secolo a pianta croce greca.

### Architetture militari
- Castello di Roccavignale. Eretto nel Medioevo dai marchesi Del Carretto fu costruito, con pianta trapezoidale, per la difesa del borgo e dell'intera valle del torrente Zemola. Nel 1796, durante l'assedio di Napoleone Bonaparte, fu dato alle fiamme così come il borgo sottostante.

### Reperti archeologici
- Dolmen di Roccavignale. Riconducibile probabilmente alla cultura megalitica del neolitico europeo[10], il dolmen sorto nella località di Curino, nei pressi della frazione di Valzemola, ha una struttura a pianta rettangolare[10] (una piccola camera funeraria con entrata ad ovest) realizzata da prismi ciclopici di ortogneiss[10]. Chiuso a sud da un grande masso, quattro grandi massi verticali costituiscono le pareti laterali, mentre tre lastroni affiancati formano la copertura di questo dolmen roccavignalese[10]; all'interno grossi elementi litoidi testimonierebbero la presenza dei resti di un pavimento[10].

### Aree naturali
Tra i territori comunali di Roccavignale e Murialdo è presente e preservato un sito di interesse comunitario, proposto dalla rete Natura 2000 della Liguria, per il suo particolare interesse naturale, faunistico e geologico. Il sito è collocato nell'area boschiva della Croce della Tia e del rio Barchei, ai confini con il Piemonte, in cui insistono faggete (Fagus sylvatica) e formazioni miste di latifoglie; tra le particolarità di quest'area figura l'uva ursina (Arctostaphylos uva-ursi), molto rara in Liguria.

## Società

### Evoluzione demografica
Abitanti censiti

### Etnie e minoranze straniere
Secondo i dati Istat al 31 dicembre 2019, i cittadini stranieri residenti a Roccavignale sono 42.

### Dialetto

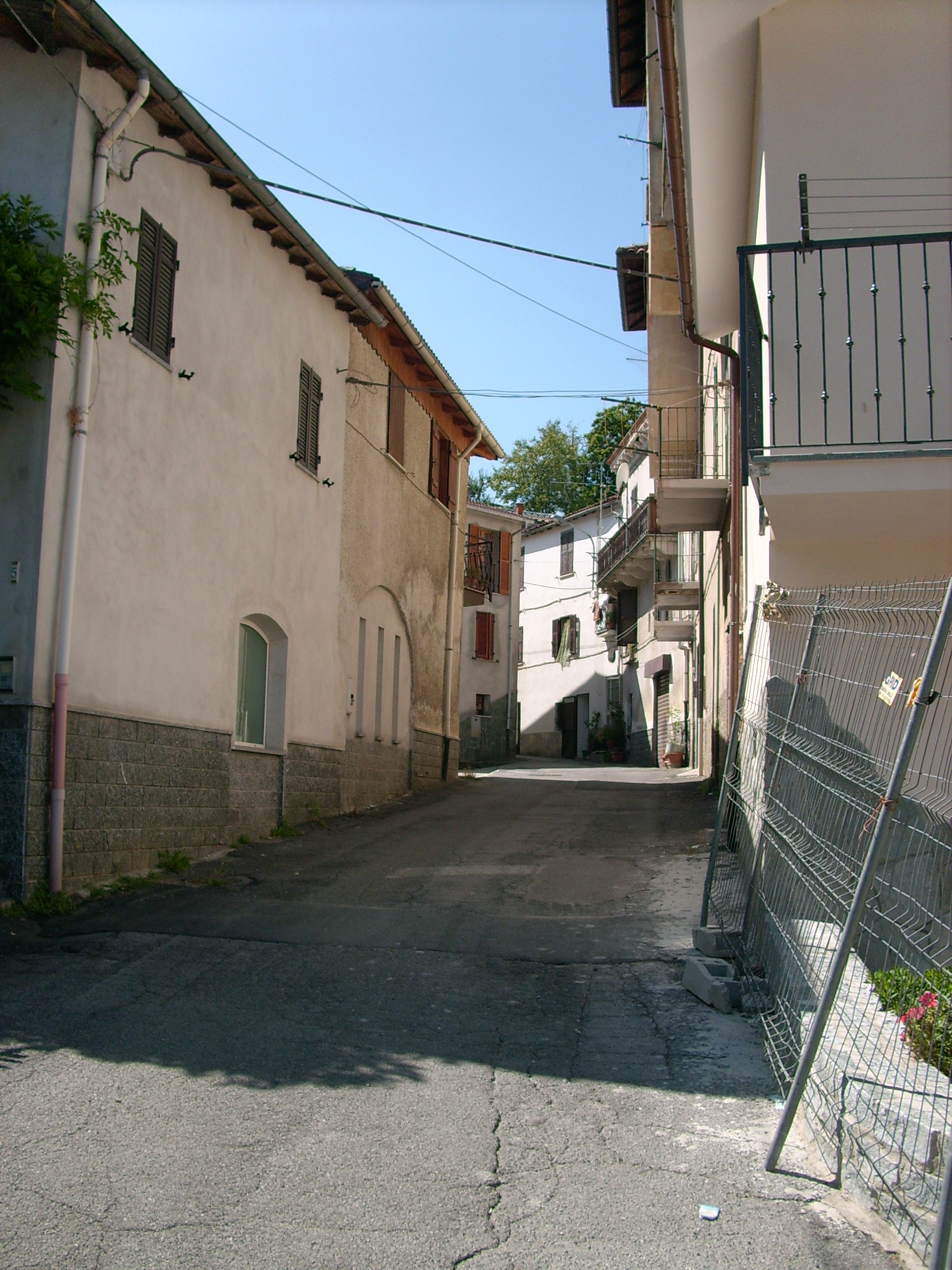
Il centro storico di Valzemola

Nella frazione di Strada si parla ancora un antico gergo locale, parlato esclusivamente dai soli abitanti della zona. Tale gergo, ormai molto semplificato, era utilizzato dagli antichi commercianti ambulanti della frazione (che si definivano Picapòrte) per riconoscersi tra di loro.

## Cultura

### Eventi
Ogni anno il 22, 23 e 24 dicembre la Pro Loco di Roccavignale, dal 1981, realizza la rappresentazione del presepe vivente all'interno del borgo medievale della frazione Strada. La manifestazione impegna oltre 250 persone tra figuranti e organizzatori.
La sacra rappresentazione si basa su personaggi tipici evocati nei presepi tradizionali, cioè le figure dell'Annunciazione a Maria, l'incontro con Elisabetta, il censimento, il rifiuto dell'ospitalità, la reggia di Erode e la Natività.
Tutto ciò avviene nell'interno del borgo, per l'occasione illuminato da torce a vento che contribuiscono a rendere ancora più suggestivo l'ambiente. Nelle piazze e nei vicoli si dà origine alle botteghe degli artigiani, alle esibizioni degli artisti, ai bazar di vendita, alla compravendita degli schiavi, ai balletti di corte ecc.; l'unica moneta corrente è il "Talento" coniato apposta per la manifestazione.

## Geografia antropica
Il territorio comunale è costituito dalle quattro frazioni di Camponuovo, Pianissolo, Strada e Valzemola (sede comunale) per una superficie territoriale di 17,71 km². Sono altresì riconosciute dallo statuto comunale le borgate storiche di Case Facelli, Case Rosse e Martinetto.
Confina a nord con il comune di Cengio, a sud con Murialdo, ad ovest con Montezemolo (CN) e Castelnuovo di Ceva (CN), ad est con Millesimo.

## Economia
La principale risorsa economica del paese è l'attività agricola, specie nella produzione e coltivazione della frutta, cereali e patate.

## Infrastrutture e trasporti

### Strade
Il centro di Roccavignale è attraversato principalmente dalla strada provinciale 28 bis che gli permette il collegamento stradale con Millesimo, ad est, e Montezemolo ad ovest.

## Amministrazione
| Periodo        | Periodo        | Primo cittadino      | Partito                               | Carica  | Note |
| -------------- | -------------- | -------------------- | ------------------------------------- | ------- | ---- |
| 25 giugno 1985 | 25 maggio 1990 | Giuliano Strazzarino | Democrazia Cristiana                  | Sindaco |      |
| 25 maggio 1990 | 24 aprile 1995 | Ezio Nolasco         | Democrazia Cristiana                  | Sindaco |      |
| 24 aprile 1995 | 14 giugno 1999 | Giuseppe Bracco      | Partito Popolare Italiano             | Sindaco |      |
| 14 giugno 1999 | 14 giugno 2004 | Giuseppe Bracco      | Partito Popolare Italiano             | Sindaco |      |
| 14 giugno 2004 | 8 giugno 2009  | Renzo Ferraro        | lista civica                          | Sindaco |      |
| 8 giugno 2009  | 26 maggio 2014 | Renzo Ferraro        | Uniti per Roccavignale (lista civica) | Sindaco |      |
| 26 maggio 2014 | 27 maggio 2019 | Amedeo Fracchia      | Progettiamo insieme (lista civica)    | Sindaco |      |
| 27 maggio 2019 | 10 giugno 2024 | Amedeo Fracchia      | Continuiamo insieme (lista civica)    | Sindaco |      |
| 10 giugno 2024 | in carica      | Amedeo Fracchia      | Vivere Roccavignale (lista civica)    | Sindaco |      |